# Републикански път III-3502
Републикански път IIІ-3502 е третокласен път, част от Републиканската пътна мрежа на България, преминаващ по територията на Плевенска и Ловешка област. Дължината му е 37,2 km.
Пътят се отклонява надясно при 14 km на Републикански път II-35 в североизточната част на село Брестовец и се насочва на югозапад през Плевенските височини. Минава през село Тодорово, при село Горталово слиза в дълбоката долина на река Чернялка (десен приток на Вит) и след това при село Беглеж преодолява северозападните части на Ловчанските височини и навлиза в Ловешка област. При село Бежаново слиза от Ловчанските височини в каньоновидната долина на река Каменица (десен приток на Вит), преодолява най-северните разклонения на Угърчинските височини и при село Ъглен слиза в долината на река Вит, където се свързва с Републикански път III-305 при неговия 32,5 km.
| Пътища, отклоняващи се надясно (населено място, № на пътя, посока на пътя)                            | km   | Пътища, отклоняващи се наляво (посока на пътя, № на пътя, населено място) |
| --- | ---- | ------------------------------------------------------------------------- |
| Община Плевен, Област Плевен, II-35, 14 km, с. Брестовец → (за с. Къшин) общински път, с. Брестовец ← | 0,0  | → с. Брестовец, 14 km, II-35, Област Плевен, Община Плевен .              |
| с. Тодорово                                                                                           | 2,6  | с. Тодорово                                                               |
| с. Горталово                                                                                          | 6,7  | с. Горталово                                                              |
| | 15,6 | → общински път (за с. Николаево)                                          |
| (от 97,4 km на I-3) III-3005, 28,3 km, с. Беглеж →                                                    | 18,2 | с. Беглеж                                                                 |
| | 19,4 | → 29,5 km, III-3005 (до 15 km на III-3504)                                |
| Община Луковит, Област Ловеч                                                                          | 23,2 | Област Ловеч, Община Луковит                                              |
| (за 27,3 km на III-305) общински път, с. Бежаново ←                                                   | 28,3 | с. Бежаново                                                               |
| | 30,4 | → общински път (за с. Драгана)                                            |
| (от 97,4 km на I-3) III-305, 32,5 km, с. Ъглен →                                                      | 37,2 | → с. Ъглен, 32,5 km, III-305 (до с. Гложене)                              |

Забележка
1. ↑  На протежение от 1,2 km (от km 18,2 до km 19,4) Републикански път IIІ-3502 се дублира с Републикански път III-3005 (от km 28,3 до km 29,5)